# Michael Hayden (Bildhauer)
Michael Hayden (* 15. Januar 1943 in Vancouver) ist ein kanadischer Bildhauer.
Hayden studierte am Ontario College of Art und lebt in Chicago. Er benutzt in seinen Werken elektronische und computergesteuerte Lichtinstallationen. Mit dem Architekten Dik Zander, dem Lyriker Blake Parker und dem Komponisten John Mills-Cockell gründete er 1966 die Mixed-Media-Gruppe Intersystem, mit Kristina Lucas 1984 die Thinking Lightly, Inc.
Haydens Werke wurden international in mehr als 100 Gruppenausstellungen und vierzig Einzelausstellungen gezeigt, so bei der Canadian Nation Exhibition 1969 in Toronto, in der Winnipeg Art Gallery 1973, im The Nickle Arts Museum in Calgary 1983 und im California Museum of Art in Santa Rosa 1994.
Seine Installation Arc-en-ciel (1978) für das Atrium der U-Bahn-Station Yorkdale in Toronto gilt als Modell einer erfolgreichen Integration von Architektur und moderner Skulptur. Für das Calgary Performing Arts Centre entstand 1985 Endless Totem, Homage to Brancusi, für den O’Hare Airport in Chicago 1987 Sky's the Limit, für den Bell Tower der University of California at Santa Barbara 1990 Coruscation und für die Glasgow Gallery of Modern Art 1997 Intermission und Heaven.
Werke Haydens finden sich in zahlreichen Museen der USA, Kanadas und Europas, so Headmachine in der National Gallery of Canada, in der Art Gallery of Ontario Audiohydrokinetic Presentation und All Things Being Equal und im Institute of Contemporary Art der University of Pennsylvania Scan Gaspé.